# ساففيت باي باشاجيتش
الدكتور ساففيت باي باشاجيتش (6 مايو 1870-9 أبريل 1934)، المعروف أيضًا باسم ميرزا ساففيت، كاتب بوسني كثيرًا ما وصفه المؤرخون البوسنيون بأنه "أبو النهضة البوسنية"، وأحد أشهر شعراء البوسنة والهرسك في مطلع القرن العشرين. شارك باشاجيتش في تأسيس المجلة السياسية بيهار وكان مؤسس الجمعية الثقافية ومجلة Gajret، وانتخب رئيسًا لمجلس البوسنة ‏ في عام 1910. وهو معروف أيضًا بأعماله التي تجاوزت سبعمائة سيرة ذاتية جمعها على مدى عقود.

## حياة

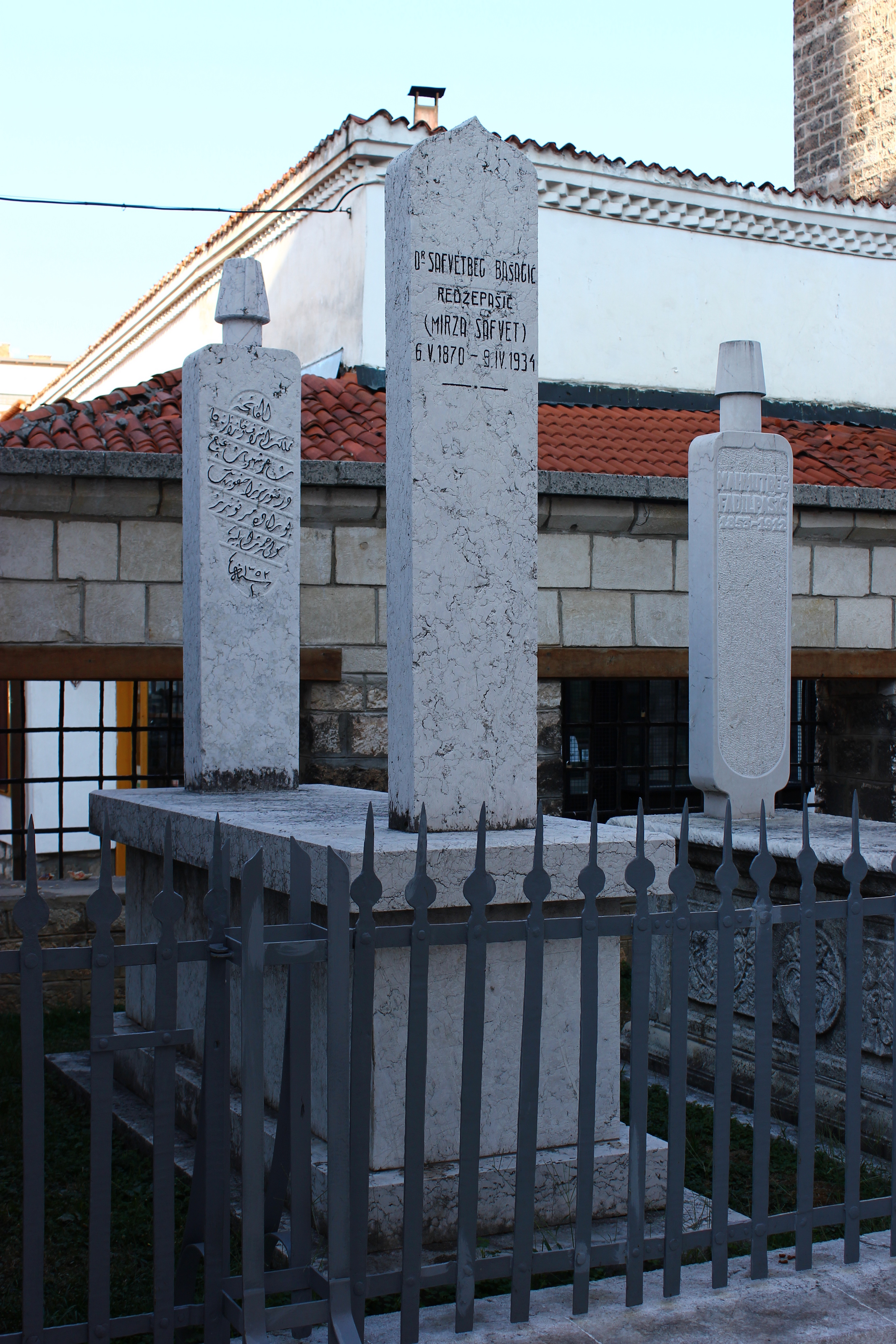
قبر ساففيت بك باشاجيتش في سراييفو

بوسني ولد في نيفيسيني في 6 مايو 1870. جده لأمه كان ديداجا شنجيتش [البوسنية]، وهو نفسه ابن أغا إسماعيل آغا شنجيتش [الإنجليزية] (1780-1840). أنهى دراسته الابتدائية في كونييتش وموستار وسراييفو. حصل على الدكتوراه من جامعة فيينا حيث درس اللغتين العربية والفارسية. نُصب باشاجيتش كأول رئيس برلماني للمنظمة القومية الإسلامية عام 1908. درّس اللغات الشرقية في جامعة زغرب وكان زميلًا لسيلفيج سترايمير كرانجيفيتش. كرئيس للبرلمان البوسني، دعا باشاجيتش إما إلى توحيد البوسنة والهرسك مع كرواتيا أو الحكم الذاتي. كان باشاجيتش أمين المتحف الأثري في سراييفو من عام 1919 إلى عام 1927.
توفي باشاجيتش عام 1934 في سراييفو ودفن في حرملك جامع الغازي خسرو بك.